# Volksrepubliek Hongarije
De Volksrepubliek Hongarije (Hongaars: Magyar Népköztársaság) was de officiële naam voor Hongarije tussen 1949 en 1989 tijdens de communistische periode onder leiding van de Sovjet-Unie. Het was in dit land dat er voor het eerst tegenstand kwam tegen het regime bij de Hongaarse Opstand in 1956 waarin de Hongaren vrijheid, democratie en een einde van de politieke onderdrukking vroegen. Nadat het Sovjet Rode leger het land binnenviel werd de opstand de kop ingedrukt. De staat bleef bestaan tot 1989 toen in heel Oost-Europa de communistische regimes ten val kwamen. De communistische staat zag zichzelf als erfgenaam van de Hongaarse Sovjetrepubliek die in 1919 gevormd werd en de tweede communistische staat was die genoemd werd naar Sovjet-Rusland.
In oktober 1989 maakte de Volksrepubliek plaats voor wat de Derde Hongaarse Republiek kwam te heten. Tegenwoordig wordt de periode na het uiteenvallen van Oostenrijk-Hongarije en vóór de Hongaarse Sovjetrepubliek ook wel de Eerste Hongaarse Republiek genoemd en die van het bewind dat in 1945-1949 vooraf ging aan de Volksrepubliek ook wel de Tweede Hongaarse Republiek.

## Geschiedenis

### Regeringsomvorming (1944-1949)
Het Sovjetleger bezette Hongarije van september 1944 tot april 1945. Het nam twee maanden in beslag om Boedapest te veroveren en een groot deel van de stad werd verwoest.
Door het tekenen van de Vrede van Parijs verloor Hongarije opnieuw de grondgebieden die het tussen 1938 en 1941 had herwonnen. Noch de westerse geallieerden, noch de Sovjet-Unie steunde grensverschuivingen van het Hongarije van voor 1938.
De Sovjet-Unie zelf annexeerde de Karpato-Oekraïne, dat voor 1938 een deel was van Tsjecho-Slowakije en tegenwoordig een deel van Oekraïne.
De grenzen van Hongarije werden opnieuw vastgelegd zoals ze op 1 januari 1938 werden, op een klein verlies van grondgebied aan de Tsjecho-Slowaakse grens na. De helft van de Duitstalige minderheid (zo’n 240.000 mensen) werd tussen 1946 en 1948 naar Oostenrijk en Duitsland gedeporteerd en er was ook een uitwisseling van bevolking tussen Hongarije en Tsjecho-Slowakije.
De Sovjets vestigden een alternatieve regering in Debrecen op 21 december 1944 maar kon Boedapest pas veroveren op 18 januari 1945. Kort daarna werd Zoltán Tildy de voorlopige eerste minister.
Bij de verkiezingen van november 1945 won de Partij van Kleine Landbouwers met 57% van de stemmen. De Hongaarse Communistische Partij, nu onder leiding van Mátyás Rákosi en Ernő Gerő, kreeg slechts van 17% van de bevolking steun. De Sovjetbevelhebber in Hongarije Marshal Voroshilov weigerde om de Partij van Kleine Landbouwers een regering te laten vormen. In de plaats werd een coalitieregering gevormd waarin ook communisten zetelden. Zoltán Tildy, van de landbouwers werd president en Ferenc Nagy eerste minister. Mátyás Rákosi werd afgevaardigd eerste minister.
László Rajk werd minister van Binnenlandse Zaken en richtte de veiligheidspolitie ÁVO op. In februari 1947 begon de politie leiders van de Landbouwerspartij en de Nationale Boerenpartij aan te houden. Verschillende prominente leden van beide partijen konden echter naar het buitenland ontsnappen.
De Hongaarse Werkerspartij (Magyar Dolgozók Pártja) (gevormd door een fusie tussen de Communistische partij en de Sociaaldemocratische Partij) werd de grootste partij in de verkiezingen van 1947. De communisten kregen meer controle over de regering en in 1948 hield de Sociaal Democratische Partij op te bestaan als een onafhankelijke organisatie. De leider Béla Kovács werd gearresteerd en naar Siberië verstuurd. Andere oppositieleiders zoals Anna Kéthly, Ferenc Nagy en István Szabó werden gevangengenomen of verbannen.
Op 18 augustus 1949 keurde het parlement de nieuwe grondwet van Hongarije goed, naar het model van de grondwet van 1936 van de Sovjet-Unie. De naam van het land werd veranderd in Volksrepubliek Hongarije, "het land van de arbeiders en boeren, waar elke autoriteit gehouden wordt door de werkende mensen". Het socialisme werd vooropgesteld als het voornaamste doel van de natie. Er kwam een nieuw wapenschild met een rode ster, communistisch symbool.

### Stalinistisch tijdperk (1949-1956)
Mátyás Rákosi, de nieuwe leider van Hongarije eiste complete gehoorzaamheid van de leden van de Hongaarse Arbeiderspartij. Zijn voornaamste machtsrivaal was László Rajk, die nu minister van buitenlandse zaken was. Rajk werd echter gearresteerd en beschuldigd van titoisme. Hij werd in september 1949 berecht waarin hij een gedwongen bekentenis aflegde dat hij een agent was van Miklós Horthy, Leon Trotski, Josip Broz Tito en het westerse imperialisme. Hij bekende ook dat hij betrokken was bij een moordcomplot tegen Mátyás Rákosi en Ernő Gerő. Rajk werd schuldig bevonden en geëxecuteerd. János Kádár en andere dissidenten die Rákosi hielpen met de liquidatie van Rajk werd zelf uit de partij gestoten tijdens deze periode.
Mátyás Rákosi trad heel autoritair op en ongeveer 2000 mensen werden geëxecuteerd en meer dan 100.000 werden er gevangengezet. Dit beleid werd niet gesteund door iedereen van de arbeiderspartij en zo’n 200.000 leden werden uit de organisatie gezet.

De Hongaarse vlag tussen 1949-1956

Rákosi ontwikkelde het onderwijssysteem zodat ook de werkende klasse beter opgeleid was zodat de kloof met de klasse die daarvoor onderwijs genoot kleiner werd. Hij voerde ook de scheiding van kerk en staat in. De godsdienst werd als propaganda bestempeld en verdween uit de lessenpakketten op school. De landbouwindustrie werd uitgemolken om de ontwikkeling van de zware industrie te financieren. Aanvankelijk concentreerde het land zich op hetzelfde assortiment dat het produceerde voor de oorlog, waaronder locomotieven en treinwagons. Later werd er nieuwe industrie ontwikkeld om de economische groei te verzekeren en exportproducten te produceren zodat ze de importproducten konden betalen.
In 1948 werd kardinaal József Mindszenty, die tijdens de Tweede Wereldoorlog hevige tegenstander was van Nazi-Duitsland en de Hongaarse Fascisten, gearresteerd voor verraad. Na vijf weken arrestatie (waarbij hij waarschijnlijk gefolterd werd), bekende hij wat hem ten laste gelegd werd en vloog de gevangenis in. Ook de protestantse kerk werd gezuiverd en hun leiders werden vervangen door personen die bereid waren trouw te blijven aan de regering van Rákosi.
Het nieuwe Hongaarse leger regelde enkele processen die bedoeld waren om de laatste resten van de nazi’s en imperialistische saboteurs te verwijderen. Verschillende officieren kregen de doodstraf en werden in 1951 geëxecuteerd, waaronder Lajos Toth, een vliegende aas van de Hongaarse luchtmacht die 28 vliegtuigen neerhaalde tijdens de Tweede Wereldoorlog. Hij was vrijwillig teruggekeerd naar Hongarije om de Hongaarse luchtvaart te doen heropleven. Na de val van het communisme werden de slachtoffers postuum vrijgesproken van de aanklachten.
Rákosi kreeg het moeilijk met het leiden van de economie en de levensstandaard daalde. Zijn regering werd al snel onpopulair en toen Jozef Stalin overleed in 1953 werd Rákosi vervangen als eerste minister door Imre Nagy. Hij bleef wel zijn positie behouden als algemeen secretaris van de arbeiderspartij. De volgende drie jaar kwam er een machtsstrijd tussen Nagy en Rákosi.
De staatscontrole op de media werd niet meer uitgevoerd door Nagy en hij moedigde de publieke discussie aan over de politieke en economische veranderingen. Hij beloofde om de productie van consumentengoederen te verhogen. Hij liet ook anticommunisten vrij uit de gevangenis en sprak over het houden van vrije verkiezingen en een terugtrekking van Hongarije uit het Warschaupact.
Op 9 maart 1955 veroordeelde het centraal comité van de Hongaarse Arbeiderspartij Nagy voor zijn zogenaamde "rechtse afwijking". De Hongaarse pers steunde de lastercampagne van Rákosi en beschuldigde Nagy ervan dat het zijn schuld was dat het land in economische problemen zat. Op 18 april werd hij met een unanieme stemming ontslagen waardoor Rákosi opnieuw de leider van Hongarije werd.
De macht van Rákosi werd ondermijnd door de toespraak getiteld Over persoonsverheerlijking en de gevolgen ervan van Nikita Chroesjtsjov in februari 1956. Hij keurde het beleid van Jozef Stalin en zijn volgelingen in Oost-Europa af. Hij zei ook dat het proces van László Rajk een mislukking van de rechtvaardigheid was. Op 18 juli 1956 moest Rákosi gedwongen afscheid nemen, maar hij slaagde er wel in om zijn goede vriend Ernő Gerő als opvolger te benoemen.
Op 3 oktober 1956 verklaarde het centraal comité van de Hongaarse Arbeiderspartij dat László Rajk, György Pálffy, Tibor Szőnyi en András Szalai ten onrechte veroordeeld werden voor verraad in 1949. Op hetzelfde moment werd bekend dat Imre Nagy opnieuw lid werd van de partij.

### Hongaarse Opstand
Op 23 oktober 1956 brak er een opstand uit tegen het regime en tegen de Sovjet-Unie. Na dertien dagen werd deze hardhandig de kop ingedrukt. De opstand kostte het leven aan duizenden mensen en vele Hongaren vluchtten het land uit. János Kádár werd de nieuwe leider van het land.

### Veranderingen onder Kádár
Kádár nam maatregelen tegen de revolutionairen: 21.600 dissidenten werden gevangengezet, 13.000 geïnterneerd en 400 vermoord. Begin jaren 60 kondigde Kádár een nieuw beleid aan onder het motto "Hij die niet tegen ons is is met ons". Hij kondigde algemene amnestie af en hield de macht van de geheime politie in bedwang. In 1966 keurde het Centrale Comité het Nieuw Economisch Mechanisme goed, dat als doel had de Hongaarse economie weer te doen opleven. De volgende twee decennia bleven relatief rustig. Begin jaren tachtig werd er meer handel gedreven met het Westen. Echter, het nieuwe economische mechanisme leidde tot buitenlandse schulden.

### Overgang naar democratie
De overgang naar een democratie in westerse stijl in Hongarije was een van de vlotste van heel het voormalige Oostblok. In 1988 kwam er grote druk op de regering en het civiele activisme werd groter. Datzelfde jaar werd Kádár vervangen. Het volgende jaar kwam er een radicale herziening van de grondwet. Sindsdien probeert Hongarije zijn economie te veranderen en de relaties met West-Europa te verbeteren zodat ze lid konden worden van de Europese Unie. Er werden weer nieuwe politieke partijen toegelaten en de macht van de communisten daalde dramatisch. De Sovjet-Unie tekende een akkoord waarbij het zijn troepen tegen juni 1991 zou weghalen uit het land.
In juni 1989 culmineerde de nationale eenheid toen Imre Nagy herbegraven werd en ook de slachtoffers van de Hongaarse opstand. Er werden voorbereidingen getroffen voor vrije verkiezingen en de overgang naar een volledig vrij democratisch politiek systeem.
De communistische partij kwam in oktober 1989 voor het laatst samen en nam hierna de nieuwe naam aan, Hongaarse Socialistische Partij. Op 23 oktober werd de republiek Hongarije uitgeroepen door de voorlopige president Mátyás Szűrös die de Volksrepubliek verving. Dit werd de Derde Hongaarse Republiek.
 Albanië ·  Bulgarije ·  Duitse Democratische Republiek ·  Hongarije ·  Polen ·  Roemenië (1947-1965) (1965-1989) ·  Sovjet-Unie ·  Tsjechoslowakije